# دامجیلی
دامجیلی (به لاتین: Damcılı) یک منطقه مسکونی در جمهوری آذربایجان است که در شهرستان گوی‌گول واقع شده است. دامجیلی ۱۲ نفر جمعیت دارد.